# Feliciano de Silva
Feliciano de Silva (Ciudad Rodrigo, n. entre 1480 y 1492 - ib., 24 de junio de 1554) fue un escritor español, continuador de La Celestina y del Amadís de Gaula y padre del poeta Diego de Silva y Guzmán.

## Biografía
Fue hijo del cronista de Carlos V Tristán de Silva, que participó en la guerra de Granada y fue regidor de Ciudad Rodrigo y, entre 1491 y 1492, alcalde de Madrid. 
En sus años mozos estuvo en América y en Sevilla sirvió al arzobispo don Diego de Deza, al que dedicó su Lisuarte de Grecia, publicado en esta ciudad en 1514. Sirvió dos años al emperador Carlos, durante los cuales pudo haber participado en la Guerra de las Comunidades de Castilla (1520-21) del lado del emperador. Fue además regidor de su ciudad natal. En su Sueño de Feliciano de Silva, añadido al final de su libro de caballerías Amadís de Grecia, narra la historia de sus curiosos amores con la que sería su esposa, Gracia Fe, hija del judeoconverso Hernando de Caracena, con la cual se casó en 1520 contra la opinión de toda su familia. 
Fue amigo de Alonso Núñez de Reinoso, autor que manifiesta un gran influjo de Feliciano; y de Jorge de Montemayor por lo que se desprende de la lectura de su Epitafio y la Elegía que le dedicó tras su muerte. Tuvo siete hijos (cuatro hijas y tres hijos). Uno de ellos, Diego, fue poeta, combatió durante la conquista de Perú y fue nombrado alcalde de Cuzco, además de ser protector del Inca Garcilaso de la Vega; murió en una batalla contra los indígenas. María se casó con don Fadrique de Toledo, clavero de la Orden de Calatrava. Feliciano, que en 1540 fue paje de don Juan Alonso de Guzmán el Bueno, sexto duque de Medina Sidonia, salvó a la duquesa doña Ana de Aragón, de morir ahogada en Sevilla.

## Obra
Escribió una Segunda Celestina (1534), obra que alcanzó cuatro reimpresiones y que posee no poco mérito literario aun cuando no pretende emular a su modelo. Es una mezcla caótica de sátira erasmiana, tipos de picaresca, versos de calidad y elementos celestinescos. En ella Celestina no ha muerto, sino que Pármeno y Sempronio la dejaron por muerta muy malherida y ella decidió fingir su muerte para vengarse de ellos. Busca auxilio en casa de un arcediano amigo suyo, se recupera y decide agradecer a Dios su resurrección enderezando su vida pecaminosa. Por eso media entre Felides y Polandria para que su historia tenga final feliz; junto a esta historia amorosa principal, hay muchas otras secundarias.
Escribió además varios libros de caballerías pertenecientes al popular ciclo de Amadís de Gaula. El primero que publicó fue Lisuarte de Grecia (1514) obra relativamente corta, que narra las hazañas de un nieto de Amadís de Gaula y que tuvo un considerable éxito editorial. Publicó después una continuación de esta obra, el Noveno libro de Amadís de Gaula, crónica del muy valiente y esforzado príncipe y caballero de la Ardiente Espada Amadís de Grecia, hijo de Lisuarte de Grecia, emperador de Constantinopla y de Trapisonda, y rey de Rodas (1530). El Amadís de Grecia, que incluye en sus capítulos finales elementos de la novela pastoril, recibió también una excelente acogida del público. En 1532 salió su Florisel de Niquea, que narra en dos partes las aventuras de un hijo de Amadís de Grecia, y que continuó en 1535 en una tercera parte denominada Rogel de Grecia; por último, en 1551 apareció su voluminosa Cuarta Parte de Don Florisel de Niquea, última obra del ciclo amadisiano. Varias de estas obras fueron traducidas al inglés y al francés y muchas de ellas fueron reelaboradas posteriormente, por ejemplo las versiones dramáticas Don Florisel de Niquea de Juan Pérez de Montalbán, La gloria de Niquea del Conde de Villamediana o Amadís y Niquea de Francisco Leyva, obras que recuerdan la gran popularidad de la que gozó Florisel de Niquea. Esta influencia rebasa las fronteras, y William Shakespeare presenta un personaje llamado Florisel en Cuento de Invierno. 
Sus contemporáneos (don Diego Hurtado de Mendoza, por ejemplo) y el mismo Miguel de Cervantes (en el primer capítulo del Quijote) en el siglo XVII se burlaron de su ampuloso y recargado estilo y de la sinrazón de sus razones. La mayoría de los comentaristas y estudiosos de Don Quijote adoptó una posición igualmente adversa a Silva, aunque muchos de ellos no habían leído ninguno de sus libros de caballerías. Hoy se está produciendo una revisión de tales criterios y se tiende a dar más valor a su obra literaria y al aporte de Silva a la literatura del Siglo de Oro. 